# Speed King
Speed King ('Царят на скоростта') е песен на британската хардрок група Дийп Пърпъл, включена в албума Deep Purple In Rock (1970). Тя е една от най-шумните от албума и предоставя голяма доза импровизираност, както в оригиналната версия, така и по концертните версии от бъдещите години. Издадена е концертна версия от In Concert като Б-страна на излезлия в САЩ сингъл Black Night.
Speed King не е кавър, но известна част от текста ѝ е заимствана от популярни стари хитове, включително Good Golly Miss Molly, Tutti Frutti и The Battle Of New Orleans. Тя е първата песен, написана от вокалиста Иън Гилън, който пише комбинация от стихове по песни на Елвис Пресли, Литъл Ричард и Чък Бери по реда, по който те изникват в съзнанието му. Вероятно по тази причина Speed King никога не се изпълнява без него. Тя е редовна част от концертите на групата в годините, в които Гилън е в бандата.